# John Marshall (muzikant)
John Thomas Marshall  (Wantaugh (New York), 22 mei 1952 – 21 mei 2025) was een Amerikaanse jazztrompettist.

## Biografie
Marshall was sinds 1971 werkzaam in het New Yorkse jazzcircuit en speelde met Benny Goodman, Ornette Coleman, Buddy Rich, Dizzy Gillespie, Buck Clayton, Mario Bauzá en het Mel Lewis Jazz Orchestra. Tussen 1987 en 1991 leidde hij het kwintet The Metropolitan Bopera House, waarmee hij een cd presenteerde bij V.S.O.P. Records. Hij was ook werkzaam als docent. Van 1992 tot 2017 was hij lid van de WDR Big Band Köln. Hij treedt ook op in kwintet met Ferdinand Povel. Hij is ook te horen op geluidsdragers van Sarah Jane Morris, Supernova, Rein de Graaff, Herb Geller en Bernard Purdie. Bovendien geeft hij les aan de Musikhochschule Köln.
Marshall overleed op 21 mei 2025 op 72-jargie leeftijd.

## Discografie
- 1996: Keep On Keepin' On (met Jesse Davis, Tardo Hammer, John Goldsby, Leroy Williams)
- 2003: American-Dutch All Stars For All We Know (met Hod O'Brien, Jacques Schols, Peter Ypma)
- 2006: John Marshall met het Rob Agerbeek Trio Almost Blue (met Harry Emmery, Ben Schröder)

- Gemeinsame Normdatei: 1125492201
- International Standard Name Identifier: 0000 0000 4037 2977
- Library of Congress Control Number: n2008071345
- MusicBrainz: f2d7e178-67fe-4ad3-8395-620ad00dcff4
- Virtual International Authority File: 21620799
- WorldCat: E39PBJc7YvmPgvTqjkvJqXTbVC